# Площа Європи (Тбілісі)
Площа Європи (груз. ევროპის მოედანი თბილისი) — одна із площ Тбілісі, столиці Грузії, розташована на лівому березі річки Кура. До площі виходять міст Метехі, набережна Н. Джорданії, Винний підйом, Підйом Метехі, примикає Парк Ріке. Біля площі розташований нижній майданчик канатної дороги Парк Ріке — Нарікала. Площа — важлива транспортна розв'язка.

## Історія
Площа Європи влаштована 2005 року.
Розташована на колишній місцевості Піски — низинному, часто затоплюваному, березі річки. Житловий район, що існував тут, поступово розселявся, забудову, що прилягала до мосту Метехі, було знесено під час реконструкції мосту 1951 року, з 1970-х років мешканці переселялися до нового району Глдані, і зрештою територія була повністю звільнена.
У травні 2024 року на площі Європи проходили масові акції протесту проти прийняття закону про «іноагентів».

## Пам'ятки
На площі стоїть пам'ятник Давиду Сараджишвілі (скульптор Тенгіз Кікалішвілі), а також установлено фрагмент Берлінського муру.